# Nalonsart
Nalonsart est un hameau de la commune belge de Marchin situé en Région wallonne dans la province de Liège.
Ce hameau faisait déjà partie de l'ancienne commune de Marchin.

## Situation
En réalité, Nalonsart est le hameau principal d'une suite ininterrompue de petits hameaux et lieux-dits qui sont, du nord au sud : Thier de Huy, Vieux Thier, Résidence Gaston Hody, Nalonsart, Ronheuville, Bellegrade, Bellaire et Stiéniha.
Nalonsart occupe la partie nord de la commune de Marchin au sommet du versant ouest du Hoyoux à proximité de la ville de Huy. Il est délimité au nord par le ruisseau d'Entre-Deux-Thiers (Saint-Léonard, commune de Huy) et au sud par le petit ri de Wappe (château de Belle-Maison).

## Patrimoine
La ferme de Nalonsart est citée dès le XVIe siècle. Elle possède dans sa cour une vieille potale de Saint Donat.

## Activité
L'école communale Sur les Bruyères se trouve au milieu de la Résidence Gaston Hody (enseignement maternel).